# Ferdinand de Lesseps

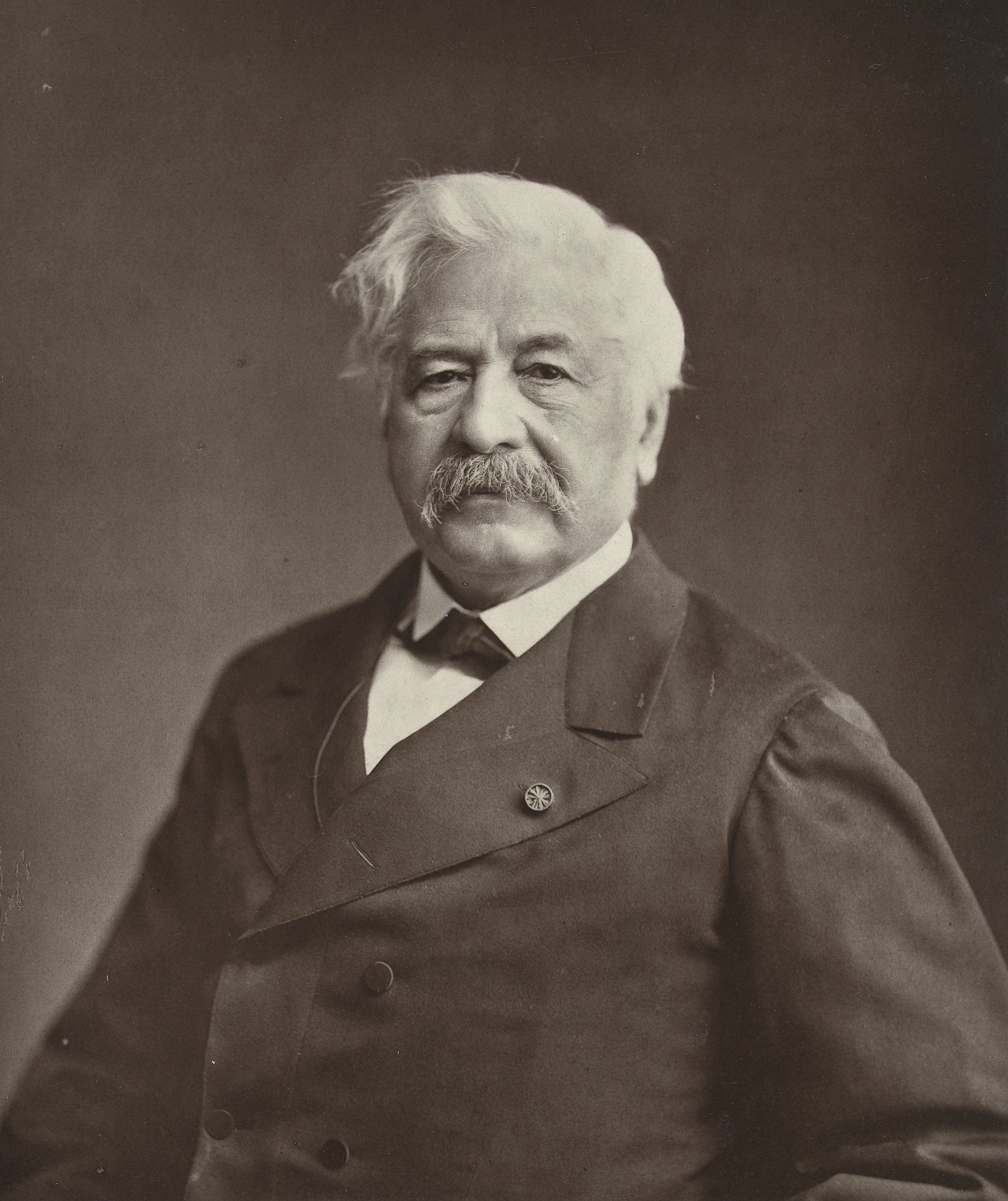
Ferdinand de Lesseps (zwischen 1872 und 1876)

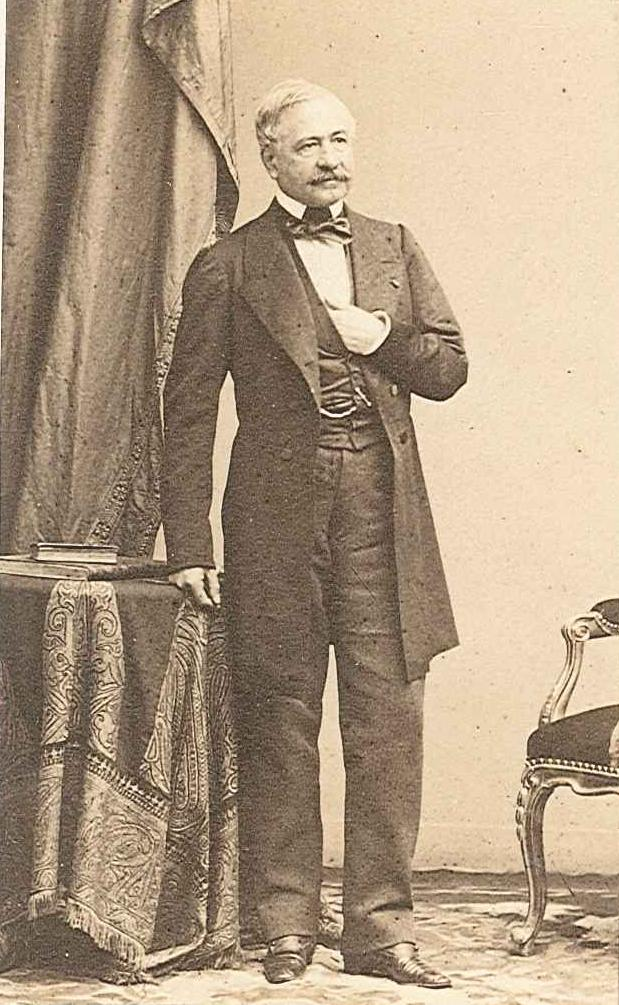
Ferdinand de Lesseps (etwa 1880)

Ferdinand Marie Vicomte de Lesseps (* 19. November 1805 in Versailles; † 7. Dezember 1894 in La Chesnaye bei Guilly, Département Indre) war ein französischer Diplomat und Unternehmer. Er ist bekannt als Planer des Sueskanals (1854/59–1869) und für den Versuch, 1879/81–1889 den Panamakanal erbauen zu lassen.

## Leben
De Lesseps stammte aus einer französischen Diplomatenfamilie. Seine Mutter Catherine war spanischer Abstammung. Ferdinand war bei seiner Cousine, der Comtesse de Montijo, zu Gast, wo er deren Tochter Eugénie kennenlernte, die 1853 als Ehefrau von Napoleon III. Kaiserin von Frankreich wurde. Sein Onkel, Jean Baptiste Barthélemy de Lesseps, war ebenfalls Diplomat.
De Lesseps verbrachte seine ersten Lebensjahre in Italien, wo sein Vater Mathieu als Diplomat tätig war, besuchte das Lycée Henri IV in Paris und studierte Handelsrecht als Vorbereitung auf eine diplomatische Laufbahn.
De Lesseps trat 1825 als Attaché am Generalkonsulat in Lissabon eine diplomatische Laufbahn an, arbeitete von 1827 bis 1828 in der Handelsabteilung des Ministeriums des Äußeren und ging 1828 als Konsulatsattaché nach Tunis. 1832 wurde er Vizekonsul in Alexandria. Um ihn während der Quarantäne nach der Ankunft zu unterhalten, schickte ihm der Generalkonsul Bücher, unter anderem den Bericht von Jacques-Marie Le Père, Mitglied der Ägyptischen Expedition Napoleons, über die Erkundungen im Isthmus von Sues und die Möglichkeiten eines Kanalbaus. 1833 wurde er zum Konsul in Kairo und bald darauf zum Generalkonsul in Alexandria ernannt, wo er bis 1837 blieb.
In dieser Zeit war er häufig bei Vizekönig Muhammad Ali Pascha zu Gast. Als Napoleons Generalkommissar in Ägypten hatte De Lesseps’ Vater diesen durch wohlwollende Berichte an die französische Regierung in seinem Aufstieg zum Vizekönig unterstützt. Lesseps beeinflusste die Erziehung des jungen Muhammad Said, der sich später freundlich daran erinnerte, als er selbst Vizekönig geworden war. Außerdem lernte Lesseps den in die Ägyptische Bauverwaltung eingetretenen Linant de Bellefonds und seine Berichte über die Erkundung und Vermessung des Isthmus von Sues kennen und traf Thomas Waghorn, der mit seiner Overland Route erfolgreich einen neuen, kürzeren Transportweg über Sues betrieb.
Ende 1837 kehrte Lesseps nach Frankreich zurück und heiratete Agathe Delamalle, mit der er fünf Kinder hatte; sie starb 1853 zusammen mit einem ihrer Kinder an Scharlach.
Ab 1838 verwaltete er nacheinander die Konsulate in Rotterdam, Málaga und Barcelona und wurde im April 1848 zum bevollmächtigten Minister der Republik Frankreich in Madrid ernannt. Anfang 1849 wurde er in außerordentlicher Mission zu der im Rahmen der Revolutionen von 1848/49 und des Risorgimento entstandenen Römischen Republik gesandt. Dort suchte er ein freundschaftliches Einvernehmen zwischen der dortigen provisorischen Regierung und Frankreich anzubahnen. Die französische Regierung – zur gewaltsamen Unterwerfung Roms unter die päpstliche Herrschaft entschlossen – berief ihn ab, und er schied aus dem diplomatischen Dienst aus.
Lesseps zog sich auf seinen Landsitz Manoir de la Chesnaye zurück, wo ihm in seinen Akten die Berichte von Jacques-Marie Le Père und Linant de Bellefonds zur Hand kamen. Er war von der zu dieser Zeit allgemein diskutierten Idee des Canal des deux mers (Kanal der zwei Meere) so angetan, dass er 1852 ein Memorandum darüber verfasste, es ins Arabische übersetzen und dem seinerzeitigen Vizekönig Abbas I. übermitteln ließ, allerdings ohne weitere Folgen. 1854 erfuhr Lesseps, dass Abbas I. gestorben und Muhammad Said zum Vizekönig ernannt wurde, und gratulierte Said Pascha umgehend, der ihm mit einer Einladung nach Ägypten antwortete. Lesseps kam am 7. November 1854 in Alexandria an. Bei einem der Ausflüge in die Wüste unterbreitete er ihm am 15. November 1854 ein Memorandum über die Vorzüge eines Kanals durch den Isthmus. Am 30. November 1854 erhielt Lesseps von Said Pascha die Konzession, mit der zu gründenden Compagnie universelle du canal maritime de Suez (Sueskanal-Gesellschaft) den Kanal zu bauen und 99 Jahre lang zu betreiben.

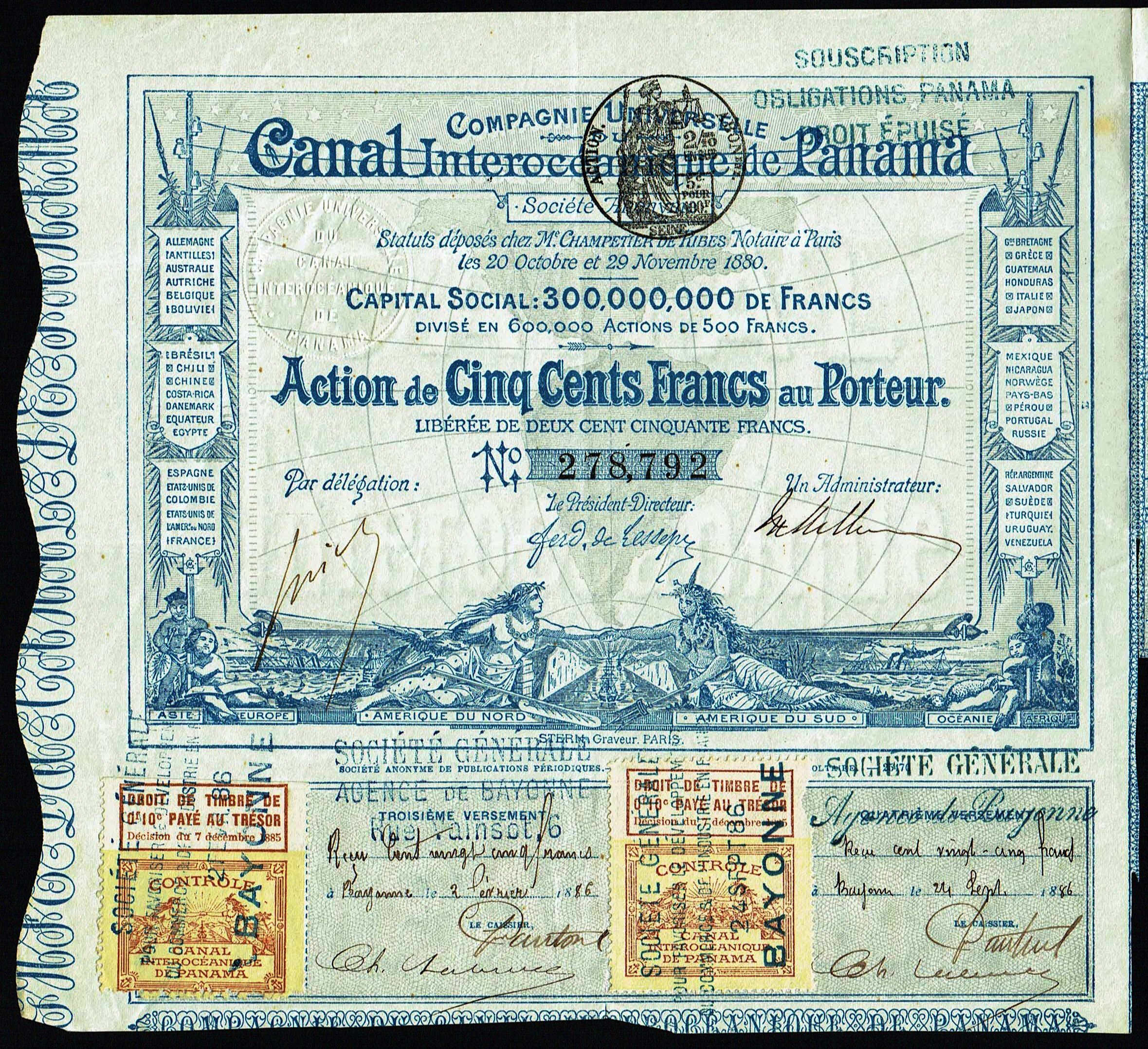
Aktie der Compagnie Universelle du Canal Interocéanique de Panama vom 29. November 1880 – signiert von Ferdinand de Lesseps

Nach dreijährigen Bemühungen, den politischen Widerstand Großbritanniens zu überwinden und die Geschäftswelt Europas für Investitionen in das Projekt zu gewinnen, was ihn an den Rand des Bankrotts brachte, rief er Ende 1858 zur Zeichnung von Aktien auf und gründete die Sueskanal-Gesellschaft. Am 25. April 1859 kam es zum ersten Spatenstich. Nach Überwindung vielfältiger technischer, finanzieller und diplomatischer Schwierigkeiten wurde der Kanal am 17. November 1869 eröffnet. Am Ende dieser dreitägigen Feierlichkeiten heiratete er in Ismailia Louise Hélène Autard de Bragard (* 1849), mit der er 12 Kinder hatte.
1859 gründete er in Barcelona, wo er ehemals als Botschafter gearbeitet hatte, eine französischsprachige Grundschule, die erste auf der iberischen Halbinsel.
1879 ließ er sich zum Président du comité français pour le percement d’un canal interocéanique en Amérique centrale (Präsident des französischen Komitees für den Bau eines interozeanischen Kanals in Mittelamerika) wählen und nahm die Anlage des Panamakanals in die Hand, wobei er jedoch scheiterte (der Kanal wurde später von den USA fertiggestellt). Als einer der Hauptbeteiligten am Panamaskandal wurde er 1893 zu einer fünfjährigen Haftstrafe verurteilt, die er jedoch wegen eines Formfehlers nicht antreten musste.
Er wurde mit dem Großkreuz der Ehrenlegion ausgezeichnet; von Königin Victoria wurde er als Knight Grand Cross des Order of the Star of India ausgezeichnet und wurde zum Freeman of the City of London ernannt. 1873 wurde er Mitglied der Académie des Sciences, 1876 Ehrenmitglied (Honorary Fellow) der Royal Society of Edinburgh, 1879 Mitglied der American Academy of Arts and Sciences und 1885 Mitglied der Académie française. Ferdinand de Lesseps war Mitglied des Päpstlichen Ritterordens vom Heiligen Grab zu Jerusalem.
Es wird manchmal behauptet, dass der eigentliche Planer des Sueskanals der Österreicher Alois Negrelli von Moldelbe gewesen sei, dessen Leistungen durch Lesseps zeitlebens sorgfältig verschwiegen worden seien. Negrelli starb aber bereits am 1. Oktober 1858, also vor der Gründung der Sueskanal-Gesellschaft und rund ein halbes Jahr vor dem Beginn der Bauarbeiten. Bei der Planung des Sueskanals ging es seinerzeit in erster Linie um die Vermessung des Isthmus und um die Lokalisierung der Trasse. Für beides hatten Linant de Bellefonds und sein Mitarbeiter Eugène Mougel grundlegende Vorarbeiten geleistet, die von Lesseps in seinen Büchern gewürdigt wurden. Negrelli war 1847 in der Société d’Études du Canal de Suez und nach der Erteilung der Konzession an Lesseps in der von diesem einberufenen Internationalen Kommission über die Durchstechung der Landenge von Suez tätig. Seine Vorschläge (Verlagerung des Kanaleingangs nach Westen, keine Schleusen, Verlegung des Hafens vom Timsahsee an die Kanalmündung) wurden bei der endgültigen Ausführung berücksichtigt.

## Werke
- Ferdinand von Lesseps, Entstehung des Suezkanals. Faks.-Ausg. d. Ausg. Berlin, Allg. Verein für Dt. Literatur, 1888. Einf. zur Faks.-Ausg. von Wilhelm Treue, Düsseldorf : VDI-Verlag , 1984, ISBN 3-18-400642-5 (Klassiker der Technik)
- The Isthmus of Suez Question, Longman, Brown, Green, and Longmans, London; und Galignani and Co., Paris, 1855. Digitalisat auf Google Books.
- Percement de l’isthme de Suez: exposé et documents officiels, par M. Ferdinand de Lesseps, Ministre plénipotentiaire. Paris, Henri Plon, Éditeur, 1855. Digitalisat auf Google Books (französisch, beginnend mit Exposé von Lesseps, gefolgt von diversen Dokumenten, mit Plan des zukünftigen Sueskanals auf der Trasse, auf der er gebaut wurde, und Document N° 11: Auszug einer Veröffentlichung im Moniteur Universel von M. Bonneau: Avantages du tracé direct sur le tracé indirect.)
- Percement de l’Isthme de Suez, Meetings anglais en faveur du Canal de Suez. Documents publiés par M. Ferdinand de Lesseps. quatrième série. Paris, aux bureaux de l’Isthme de Suez, Journal de l’Union des deux Mers, et chez Henri Plon, Éditeur, 1857. Digitalisat auf Google Books (französisch, Berichte über Lesseps’ Meetings in Großbritannien).
- Percement de l’isthme de Suez. Rapport et Projet de la Commission Internationale. Documents Publiés par M. Ferdinand de Lesseps. Troisième série. Paris aux bureaux de l’Isthme de Suez, Journal de l’Union des deux Mers, et chez Henri Plon, Éditeur, 1856. Digitalisat auf Google Books (französisch; Vorwort von Lesseps, vollständiger Bericht der Internationalen Kommission, ohne die im Original enthaltenen Karten, Profile etc.)
- Lettres, journal et documents à l’histoire du canal de Suez (1875–79, 4 Bde.)

## Namensgebungen
Nach Ferdinand de Lesseps sind benannt:
- Lessepssche Migration, der Austausch von Lebewesen zwischen Rotem Meer und Mittelmeer ab der Öffnung des Sueskanals[3]
- Rebsorte „Ferdinand Lesseps“, für die er Namenspate ist
- Escuela Francesa Ferdinand-de-Lesseps / École Français Ferdinand de Lesseps, älteste französischsprachige Schule auf der iberischen Halbinsel, in Barcelona, 1859 von Lesseps gegründet, für Kinder der Schulstufen 3 bis 6, 2009 wurde eine Stiftung gegründet[4]
- École élémentaire publique Ferdinand de Lesseps, Schule in Toulouse
- Plaça de Lesseps, Platz in Barcelona mit Parkanlage, U-Bahnstation Lesseps
- Ferdinand Lesseps, 150 m langes Passagierschiff, Stapellauf 1951, erstmals umbenannt 19xx, abgewrackt 2003 oder 2004[5]

## Film
- Ferdinand de Lesseps. Der Durchbruch bei Suez. Doku-Drama, 45 Min. Produktion: ZDF Expedition, Erstsendung: 5. November 2006
- Der Mann von Suez – Die Geschichte des Visionärs Ferdinand de Lesseps. Vierteiliger Fernsehfilm (1983)